# Razvigorovo
Razvigorovo (bulgariska: Развигорово) är ett distrikt i Bulgarien.   Det ligger i kommunen Obsjtina Chitrino och regionen Sjumen, i den nordöstra delen av landet, 290 km öster om huvudstaden Sofia.
Trakten runt Razvigorovo består till största delen av jordbruksmark. Runt Razvigorovo är det ganska tätbefolkat, med 149 invånare per kvadratkilometer.